# Paul Gleeson
Paul Gleeson es un actor australiano conocido por sus participaciones en televisión.

## Carrera
En 1993 apareció como personaje recurrente en la serie A Country Practice donde dio vida a Ian McIntyre, anteriormente había aparecido por primera vez en la serie en 1986 donde interpretó a Tony Gray durante los episodios "A Question of Attitude: Part 1 & 2" y más tarde apareció nuevamente en la serie en 1990 ahora interpretando a Alan Dwyer en los episodios "Waltzing Matilda: Part 1 & 2".
En 1998 apareció en la película The Thin Red Line donde dio vida al primer teniente George "Brass" Band.
En el 2000 se unió al elenco recurrente de la popular serie australiana Home and Away donde interpretó a Larry Jefferies, el padre de Justin Jefferies, Sean Jefferies, Aden Jefferies hasta el 2004. Paul regresó brevemente en el 2008 y de nuevo en el 2010 luego de que su personaje muriera luego de sufrir heridas al estar en un accidente automovilísitco.
En el 2001 apareció como invitado en la serie médica All Saints donde interpretó a Dean Piper durante el episodio "The Other Side of Perfection", más tarde apreció de nuevo en la serie en el 2005 donde dio vida a Richard Abbott en el episodio "Letting Go" y su última aparición fue en el 2007 durante el episodio "The Hardest Word" donde dio vida a Lance Mayhew. Ese mismo año apareció en la serie The Lost World como Jack Kellar.
En el 2006 apareció como invitado en la serie Nightmares & Dreamscapes: From the Stories of Stephen King donde dio vida a Ed Brooks.
En el 2007 apareció como invitado en un episodio de la serie Sea Patrol donde interpretó a Steve Jackson, un hombre que se hace pasar por su mejor amigo Rory Kinsella, un fotógrafo profesional que se había perdido en el mar, pero que en realidad Jackson había matado.
En el 2010 se unió al elenco de la serie Spirited donde interpretó a Terry hasta el final de la serie en el 2011.
En el 2013 apareció como invitado en la serie Camp donde interpretó a Larry Wampler, el padre de Kip Wampler (Tom Green).
En el 2016 se anunció que Paul se había unido al elenco de la miniserie House of Bond.

## Filmografía

### Series de televisión
| Año                     | Serie                                 | Personaje          | Notas                               |
| ----------------------- | ------------------------------------- | ------------------ | ----------------------------------- |
| 2017                    | The Family Law                        | Gary               | episodio "The Family Kerr"          |
| 2017                    | House of Bond                         | Ben Lexcen         | 2 episodios - miniserie             |
| 2017                    | High Life                             | Andrew Barrett     | 6 episodios                         |
| 2016                    | Hyde & Seek                           | Mikey              | episodio #1.4                       |
| 2016                    | Secret City                           | Warwick            | 3 episodios - miniserie             |
| 2015 - 2016             | Home and Away                         | Greg Snelgrove     | 24 episodios                        |
| 2015                    | Australia: The Story of Us            | Gov. William Bligh | episodio "Worlds Collide"           |
| 2013                    | Love Child                            | Mr. Wilder         | episodio # 1.4                      |
| 2013                    | Power Games: The Packer-Murdoch Story | Harry Coleman      | episodio # 1.2 - miniserie          |
| 2013                    | Camp                                  | Larry Wampelr      | 2 episodios                         |
| 2012                    | Devil's Dust                          | Trevor Jones       | 2 episodios                         |
| 2010 - 2011             | Spirited                              | Terry              | 14 episodios                        |
| 2010                    | Rake                                  | Nigel              | episodio "R vs Corella"             |
| 2010                    | Cops: L.A.C.                          | Ron Tremaine       | episodio "Lost Girls"               |
| 2000 - 2004, 2008, 2010 | Home and Away                         | Larry Jefferies    | 38 episodios                        |
| 2010                    | Miracles                              | Hayden Adcock      | episodio "Miracle in the Jungle"    |
| 2009                    | My Place                              | Mr. Thompson       | 2 episodios                         |
| 2009                    | City Homicide                         | Robert Berry       | episodio "Whistleblower"            |
| 2009                    | Darwin's Brave New World              | Charles Lyell      | 3 episodios                         |
| 2009                    | The Cut                               | Ryan Cable         | episodio "Brain Snap"               |
| 2007                    | Sea Patrol                            | Steve Jackson      | episodio "Ghosts of Things Past"    |
| 2007                    | The Starter Wife                      | Aaron              | 3 episodios                         |
| 2007                    | All Saints                            | Lance Mayhew       | episodio "The Hardest Word"         |
| 2006                    | Monarch Cove                          | Agente             | episodio # 1.13                     |
| 2006                    | Two Twisted                           | -                  | episodio "Von Stauffenberg's Stamp" |
| 2006                    | Nightmares & Dreamscapes              | Ed Brooks          | episodio "Autopsy Room Four"        |
| 2006                    | Love My Way                           | David              | 5 episodios                         |
| 2006                    | Mcleod's Daughters                    | Geoff Barlow       | episodio "Luck Be a Lady"           |
| 2002                    | White Collar Blue                     | Marcus Bridle      | episodio # 1.4                      |
| 2001                    | The Lost World                        | Jack Kellar        | episodio "Mark of the Beast"        |
| 2000                    | Sit Down, Shut Up                     | Felix Sedgley      | 13 episodios                        |
| 1999                    | Blue Heelers                          | "Harro" Harrison   | episodio "The Game"                 |
| 1998                    | Murder Call                           | Terry Maloney      | episodio "Blowing the Whistle"      |
| 1997                    | Big Sky                               | Steve              | episodio "Down the Slot"            |
| 1996                    | Mercury                               | Dermot Madigan     | -                                   |
| 1996                    | Snowy River: The McGregor Saga        | Jim Taylor         | episodio "A Son for a Son: Part 1"  |
| 1995                    | Soldier Soldier                       | Caapt. Jim Donald  | episodio "Bushed"                   |
| 1995                    | Janus                                 | Martin Little      | episodio "Right to Remain Silent"   |
| 1993 - 1994             | A Country Practice                    | Ian McIntyre       | 12 episodios                        |
| 1987                    | The Harp in the South                 | Teddy              | miniserie                           |
| 1986                    | Sons and Daughters                    | Tony Anderson      | 2 episodios                         |

### Películas
| Año  | Películas                                       | Personaje        | Notas                                                                                            |
| ---- | ----------------------------------------------- | ---------------- | ------------------------------------------------------------------------------------------------ |
| 2022 | Trece vidas                                     | Jason Mallinson  |                                                                                                  |
| 2014 | The Little Death                                | Consejero        | junto a Bojana Novakovic, Damon Herriman, Josh Lawson, Patrick Brammall & Lachy Hulme            |
| 2012 | How Many More Doctors Does It Take to Change... | -                | corto - junto a Rob Carlton, Elizabeth Friels & Mitchell Butel                                   |
| 2011 | I, the Other                                    | Richard          | corto - junto a Rebecca Bower                                                                    |
| 2010 | Daniel and Damien                               | Padre            | corto - junto a Joshua Armitage, Karl Beattie & Alin Sumarwata                                   |
| 2010 | Hawke                                           | Bill Hayden      | junto a Felix Williamson, Asher Keddie, Sacha Horler, Paul Denny, Josh Lawson & Patrick Brammall |
| 2008 | Men's Group                                     | Paul             | junto a Steve Le Marquand, Steve Rodgers, Paul Tassone & William Zappa                           |
| 2007 | Flipsical                                       | Jerry            | corto - junto a Aden Young & Susie Porter                                                        |
| 2007 | September                                       | John Hamilton    | junto a Xavier Samuel, Kieran Darcy-Smith, Mia Wasikowska & Tara Morice                          |
| 2007 | Half Windsor                                    | Conway           | corto - junto a Russell Kiefel & Bryce Youngman                                                  |
| 2006 | Wobbegong                                       | Andy             | corto - junto a Kerry Armstrong, Jake Chapple & Khan Chittenden                                  |
| 2006 | Solo                                            | Murray           | junto a Cameron Ambridge, Tony Barry, Vince Colosimo, Colin Friels & Chris Haywood               |
| 2006 | The Bet                                         | Steven O'Grady   | junto a Matthew Newton, Aden Young, Roy Billing, Rick Cosnett, Alyssa McClelland & Peta Sergeant |
| 2005 | BlackJack: In the Money                         | Steve Milller    | junto a Max Cullen, Marta Dusseldorp, Gigi Edgley, David Field, Colin Friels & Matthew Holmes    |
| 2005 | Amorality Tale                                  | Andy             | corto - junto a Amanda Bishop, Russell Dykstra & Jenni Baird                                     |
| 2004 | Somersault                                      | Roy              | junto a Abbie Cornish, Damian de Montemas, Olivia Pigeot, Sam Worthington & Nathaniel Dean       |
| 2004 | The Birthday Party                              | Padre            | corto - junto a Sandra Eldridge, Penelope Harrisson, Patrick Kava & Kirsty Lowe                  |
| 2003 | Balmain Boys                                    | Ledge            | junto a Mark Furze, Lara Cox & Jeremy Sims                                                       |
| 2001 | Dogwoman: The Legend of Dogwoman                | Don Groom        | junto a Tara Morice, Raj Ryan, Alison Whyte, Leo Taylor, Magda Szubanski & John Forsyth          |
| 2000 | Virtual Nightmare                               | Sanford          | junto a Michael Muhney, John Noble, Tasma Walton, Jerome Ehlers & Zoe Naylor                     |
| 1999 | Komodo                                          | Denby            | junto a Jill Hennessy, Billy Burke, Kevin Zegers & Melissa Jaffer                                |
| 1998 | The Thin Red Line                               | Tte. George Band | junto a Sean Penn, Adrien Brody, Jim Caviezel, Ben Chaplin, George Clooney & John Cusack         |
| 1997 | Diana & Me                                      | Sam              | junto a Toni Collette, Dominic West, Malcolm Kennard, Victoria Eagger & John Simm                |
| 1996 | Idiot Box                                       | Terry            | junto a Ben Mendelsohn, Celia Ireland, Chris Noonan & Deborah Kennedy                            |
| 1995 | Cody: The Burnout                               | Emily Weare      | junto a Gary Sweet, Robert Mammone & Shane Bourne                                                |
| 1987 | Watch the Shadows Dance                         | Peter Hastings   | junto a Tom Jennings, Nicole Kidman, Joanne Samuel & Jeremy Shadlow                              |

### Equipo Misceláneo
| Año  | Título   | Notas          |
| ---- | -------- | -------------- |
| 2007 | Clubland | grupo ADR loop |

### Teatro[2]
| Año       | Obra                  | Personaje     | Director (a)    | Teatro              | Notas                                                                                |
| --------- | --------------------- | ------------- | --------------- | ------------------- | ------------------------------------------------------------------------------------ |
| 2009      | The Ruby Sunrise      | Martin Marcus | Sandra Bates    | Ensemble Theatre    | junto a Glenn Hazeldine, Catherine McGraffin, Amanda Muggleton & Jonathan Prescott   |
| 2007      | Stella by Starlight   | Dermot        | Andrew Doyle    | Ensemble Theatre    | junto a Sarah Chadwick, Mark Owen-Taylor & Kate Raison                               |
| 2002      | All My Sons           | Chris         | Adam Cook       | -                   | junto a Max Cullen, Lynette Curran, Marta Dusseldorp, Glenn Hazeldine & Toni Scanlan |
| 1991-1993 | Grease                | -             | David Atkins    | State Theatre       | junto a Josef Ber, Amanda Brown, Frankie J. Holden & Hazel Phillips                  |
| 1990      | Beach Blanket Tempest | -             | Helmut Bakaitis | Q Theatre           | junto a Liddy Clark, Michele Fawdon, Darren Gilshenan & Raj Sidhu                    |
| 1987      | Magpie's Nest         | -             | Peter Barclay   | Belvoir St. Theatre | junto a Craig Ashley, Bob Baines, Ron Graham & Tony Martin                           |
| 1984      | The Sentimental Bloke | -             | Lois Adamson    | Canberra Theatre    | junto a Rod Carlson, Les Cook, David Menzies & Colin Slater                          |
| 1983      | Another Country       | -             | Corille Fraser  | Theatre 3           | junto a David Betteridge, Paul Buckley, Tim Ferguson & Hugh Richards                 |
| 1983      | Jazztime              | -             | Rod Wilson      | -                   | junto a Denis Mackay & Bernadette Vincent                                            |